# Domus dei tappeti di pietra
La Domus dei tappeti di pietra è un sito archeologico della città di Ravenna collocato in un ambiente ipogeo situato circa tre metri sotto la Chiesa di Sant'Eufemia.

## Storia
Il sito fu ritrovato fortuitamente nel 1993 durante i lavori per la costruzione di alcune autorimesse sotterranee in via D'Azeglio 47. Venne alla luce un palazzo interamente decorato con meravigliosi mosaici e intarsi marmorei, databile al periodo bizantino.
Le pavimentazioni musive sono decorate con elementi geometrici, vegetali e figurativi, per una superficie complessiva di 700 m².

## Descrizione
I mosaici più famosi sono la Danza dei Geni delle Quattro Stagioni, rarissimo caso di geni danzanti in cerchio e il Buon Pastore. 
Danza dei Geni delle Quattro Stagioni
Nella Danza dei Geni delle Quattro Stagioni appaiono quattro figure umane. A sinistra, il personaggio vestito di rosso con una corona di rose è la Primavera. In basso, la persona vestita di bianco è l'Autunno mentre il personaggio in alto che indossa un mantello verde è l'Inverno. Le stagioni stanno danzando e si tengono per mano. Autunno e Inverno danno la mano all'Estate, ma i mosaici che la raffiguravano non ci sono più. La quarta figura umana si trova in alto a destra ed è un musico che suona un flauto di canne.
Buon Pastore
Nel Buon Pastore, esso è ritratto in una versione differente da quelle tradizionali cristiane. È molto giovane ed ha i capelli corti. Indossa una tunica color azzurro con una stoffa arancione sotto il collo. Infine, indossa dei calzari ai piedi. Regge un bastone con il braccio sinistro. Alla sua destra e alla sua sinistra appaiono due cerbiatti. Dietro i cerbiatti vi sono due alberi alti come il Buon Pastore, con due uccelli sui rami. Rispetto alla Danza dei Geni delle Quattro Stagioni, questo mosaico è più rovinato. Del volto del Buon Pastore se ne vede solo metà. I mosaici che raffiguravano i bordi, gran parte dell'albero di sinistra e un po' del ramo di destra non ci sono più. 
Il monumento fu inaugurato il 30 ottobre 2002 dal Presidente della Repubblica Carlo Azeglio Ciampi, in occasione delle celebrazioni per i 1 600 anni di Ravenna "Capitale dell'Impero Romano d'Occidente". Inoltre ha ottenuto anche il Premio Bell'Italia nel 2004.

## Galleria d'immagini

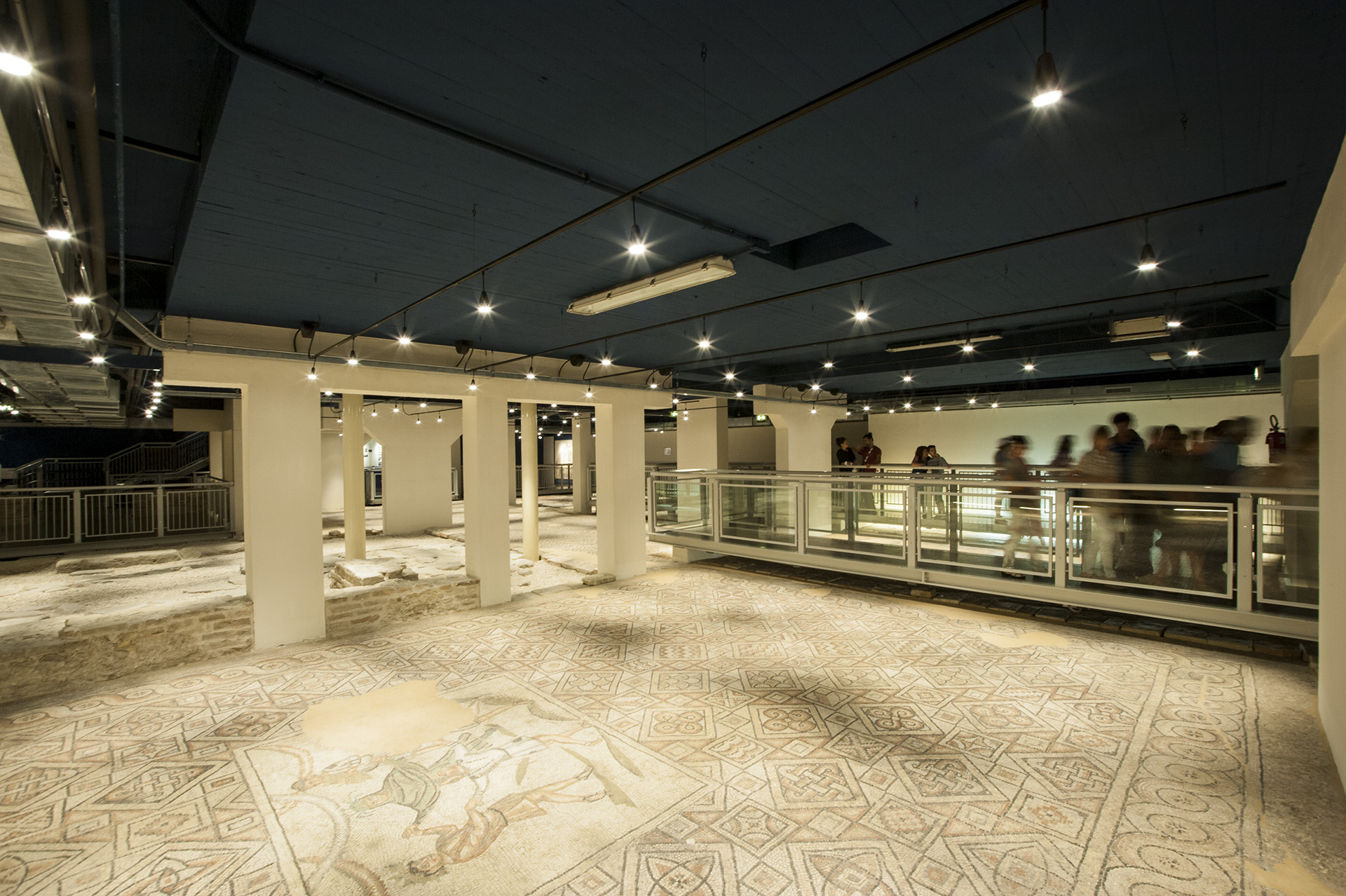
Visione d'insieme dei pavimenti
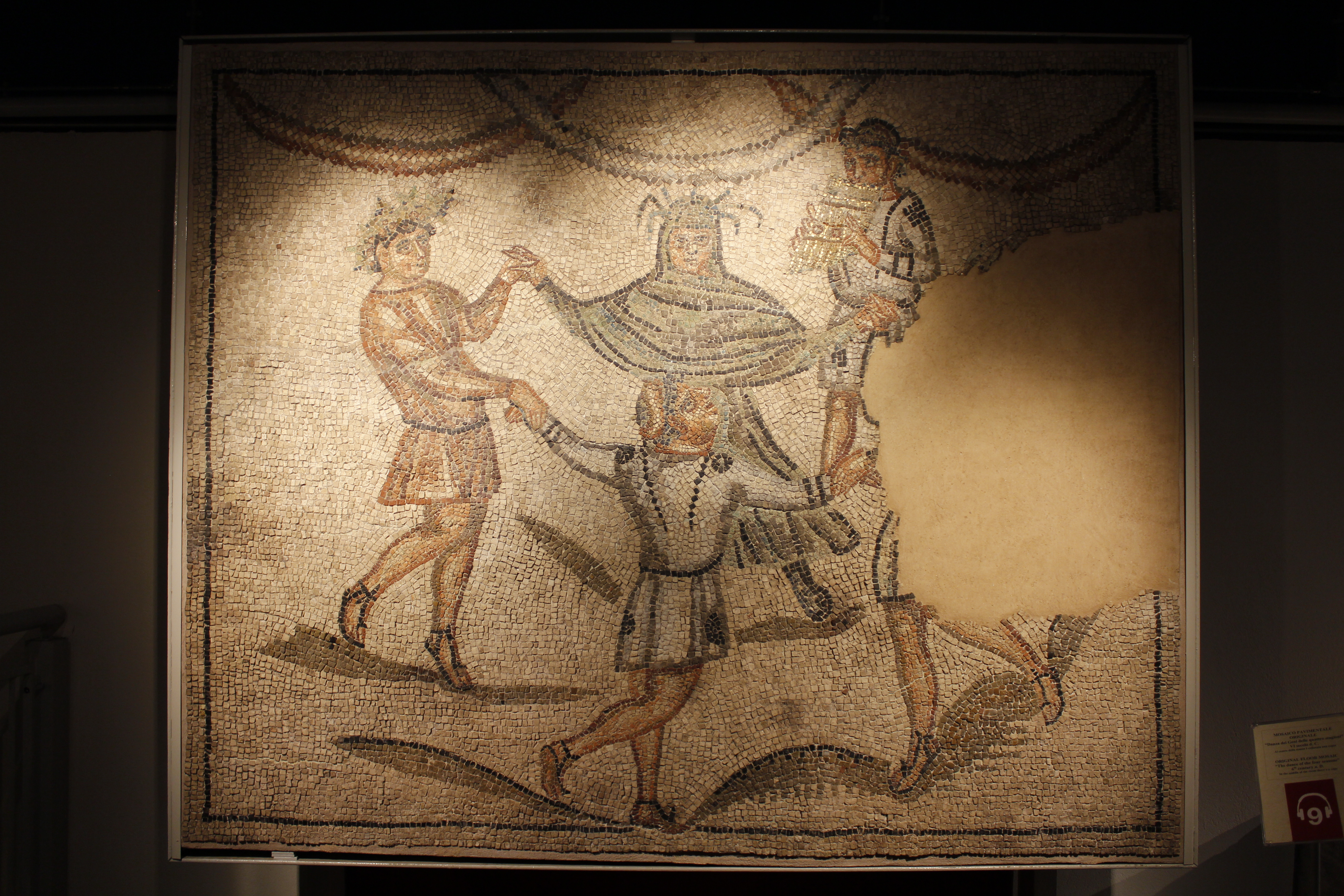
Danza dei Geni delle Quattro Stagioni
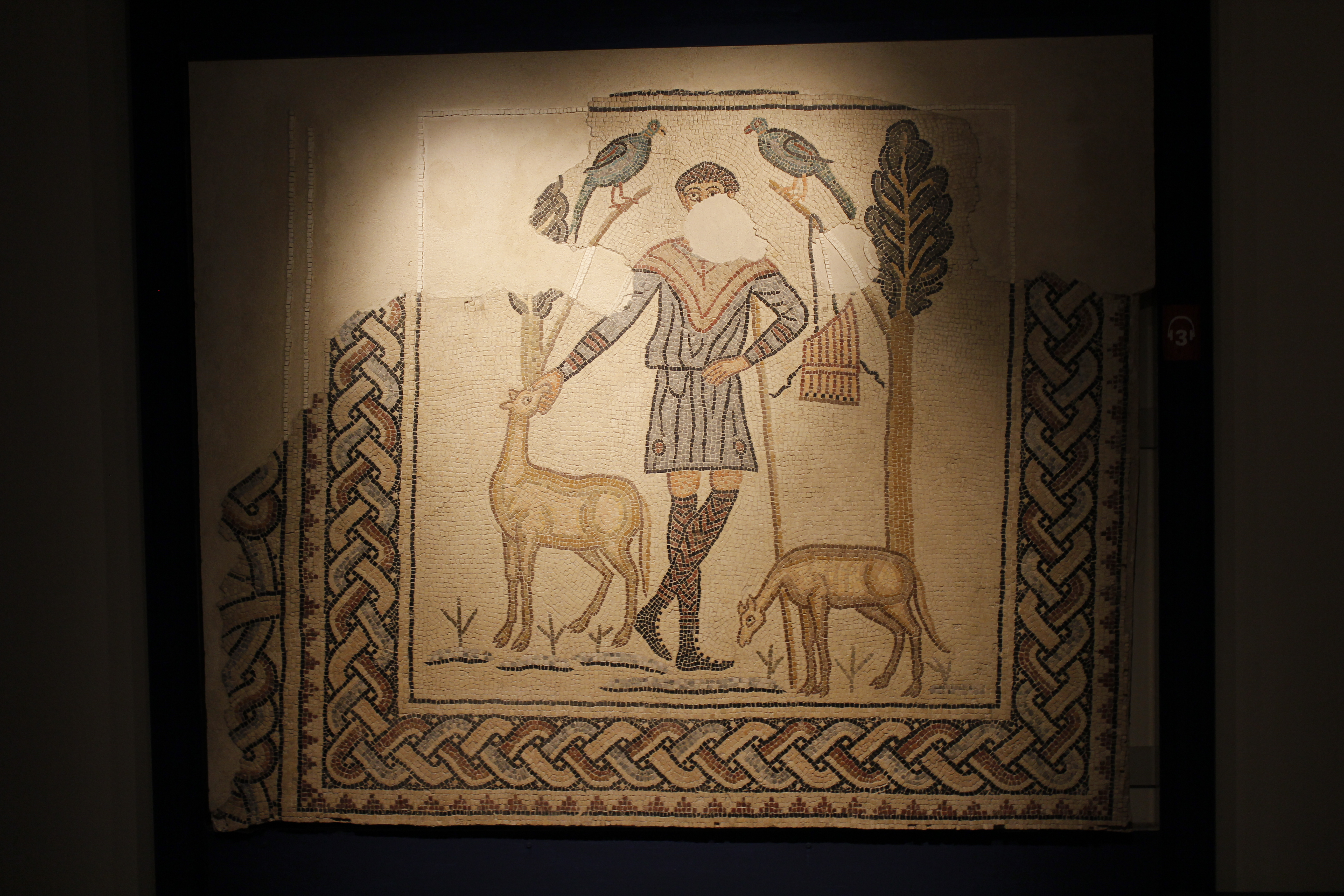
Buon Pastore
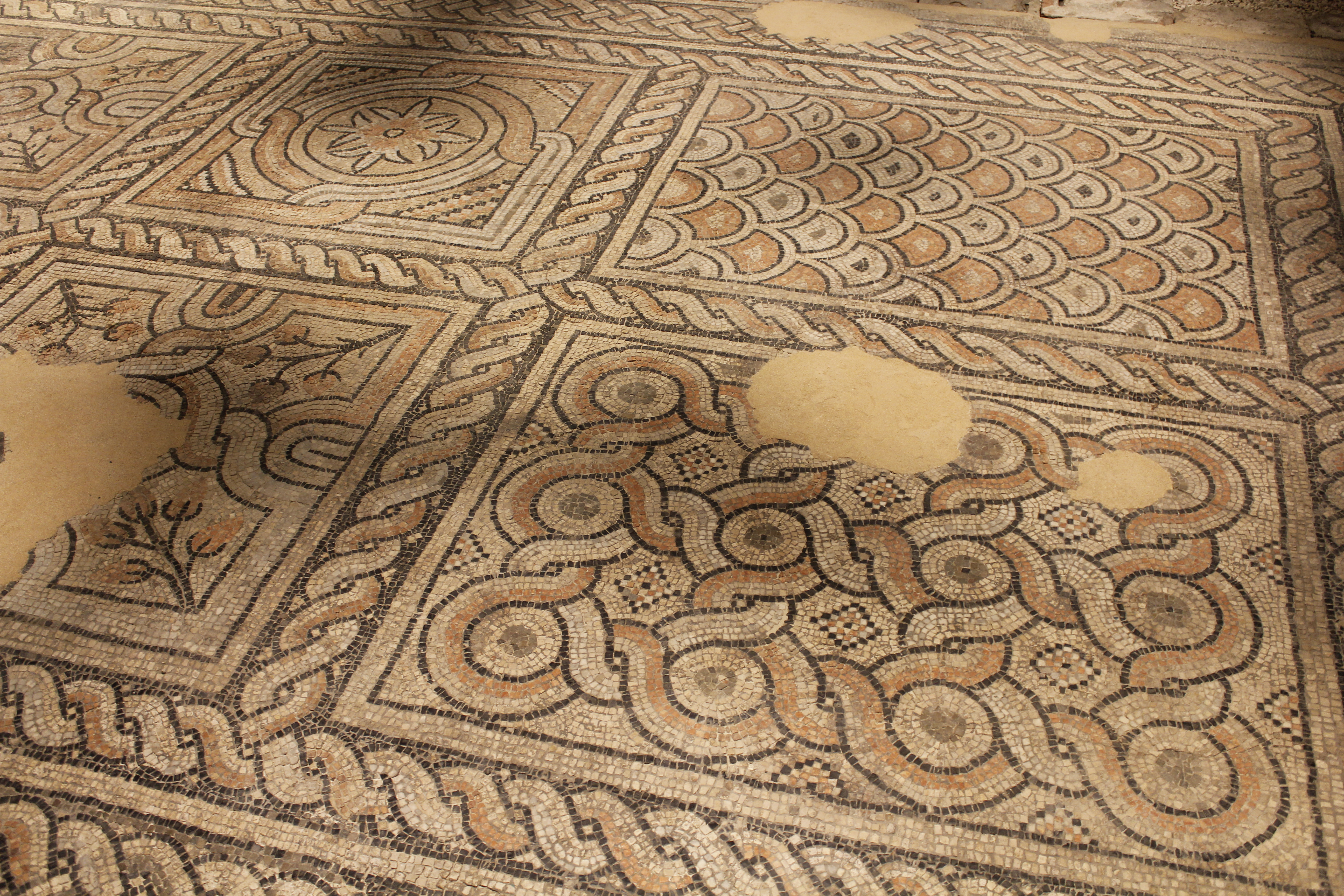
Particolare della pavimentazione
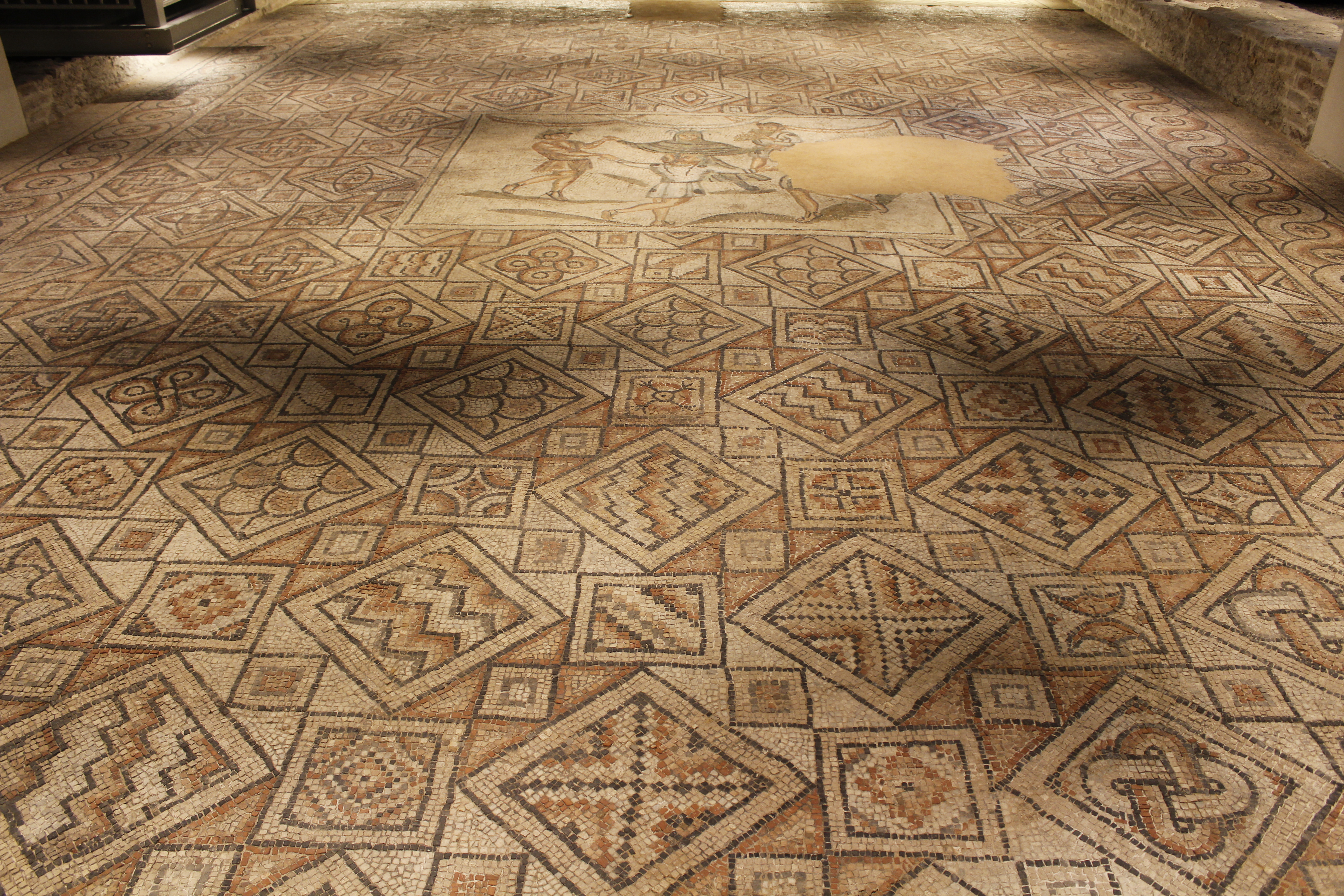
Altro particolare della pavimentazione
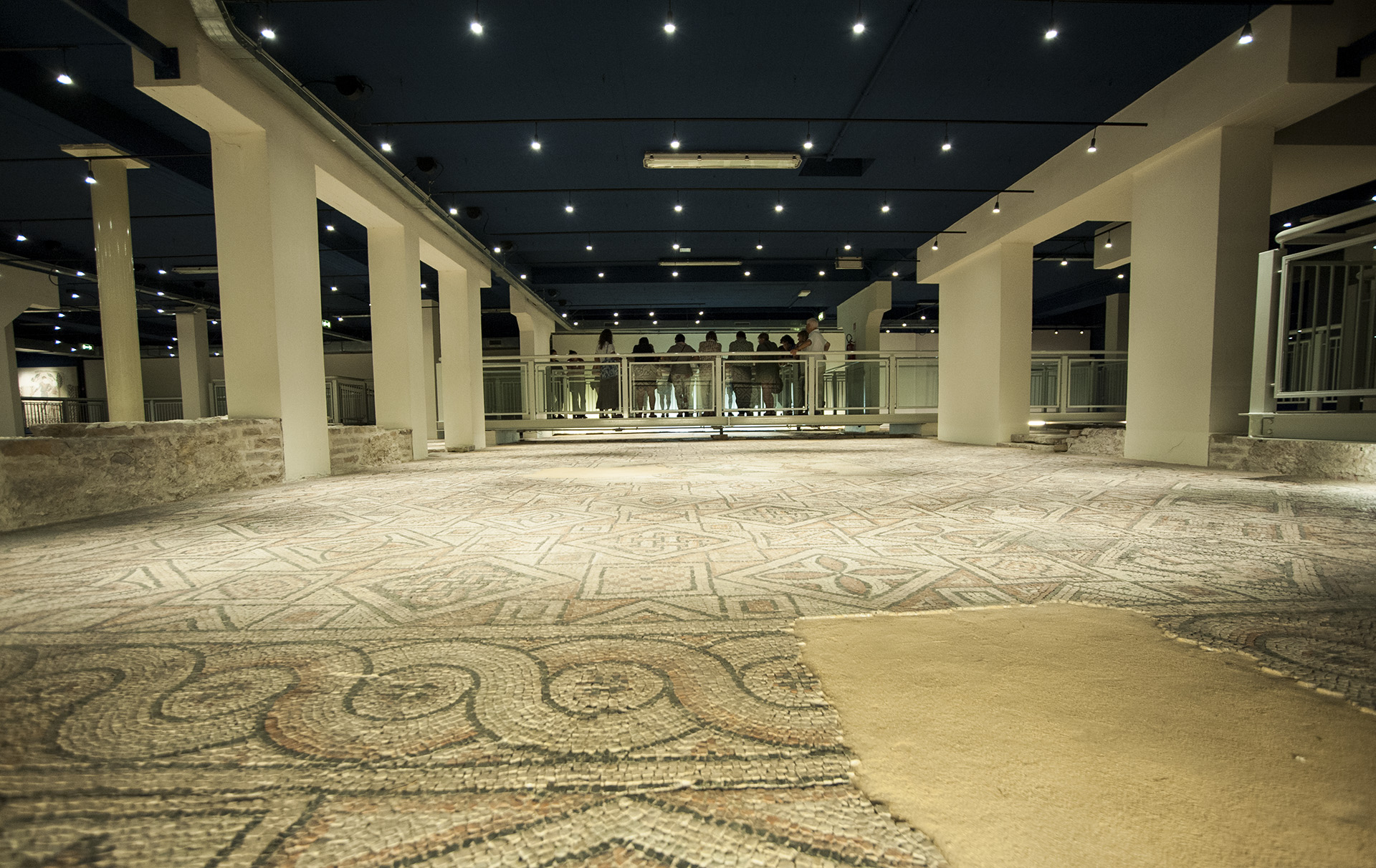
Domus dei tappeti di pietra a Ravenna.
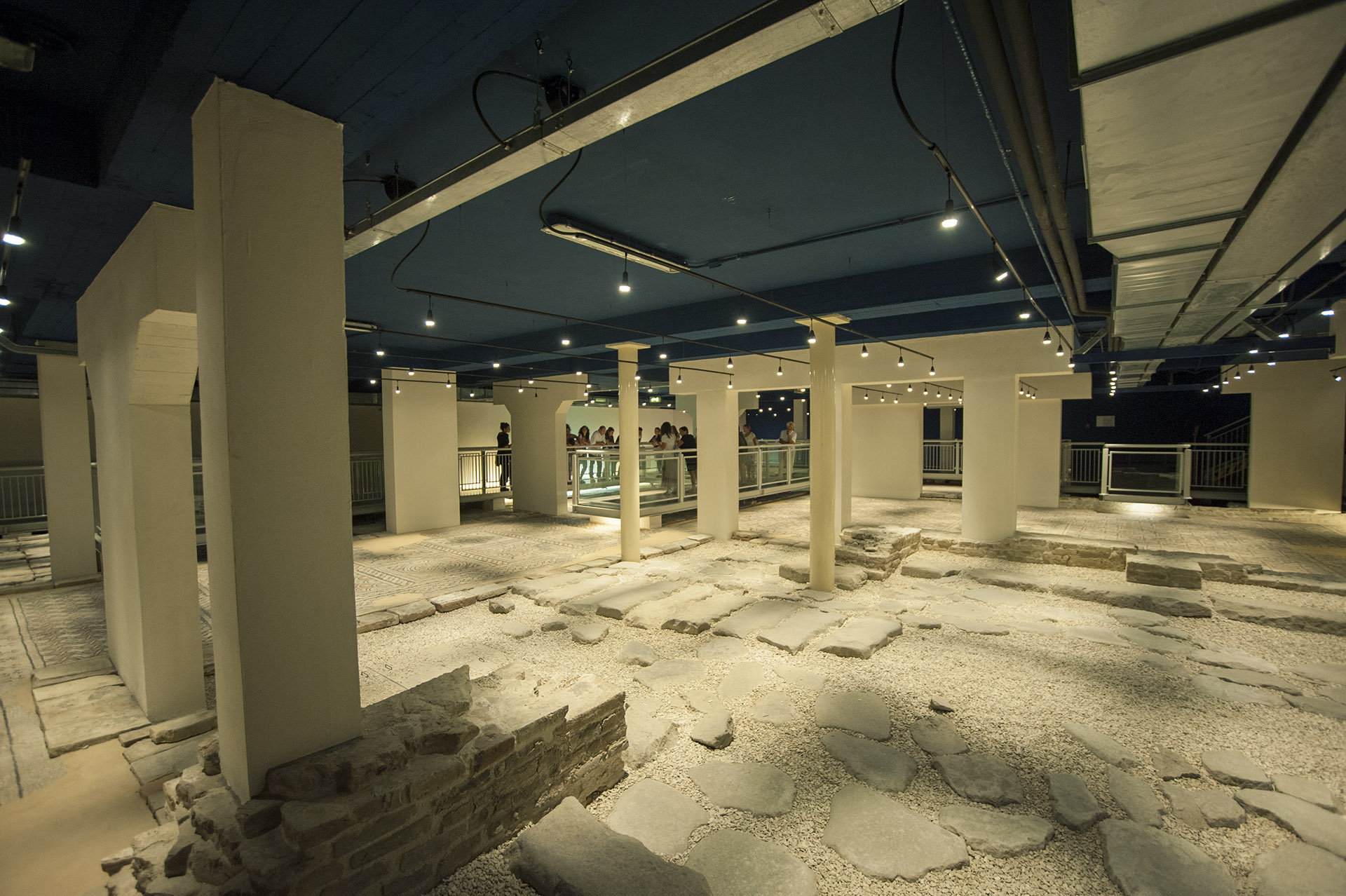
Domus dei tappeti di pietra a Ravenna.